# Olympisches Fußballturnier 1972/Gruppe 1
| Pl. | Land           | Sp. | S | U | N | Tore    | Diff. | Punkte |
| --- | -------------- | --- | - | - | - | ------- | ----- | ------ |
| 1.  | BR Deutschland | 3   | 3 | 0 | 0 | 013:000 | +13   | 06:0   |
| 2.  | Marokko        | 3   | 1 | 1 | 1 | 006:300 | +3    | 03:30  |
| 3.  | Malaysia       | 3   | 1 | 0 | 2 | 003:900 | −6    | 02:40  |
| 4.  | USA            | 3   | 0 | 1 | 2 | 000:100 | −10   | 01:50  |

Gruppe 1 im olympischen Fußballturnier 1972:

## BR Deutschland – Malaysia 3:0 (0:0)
| BR Deutschland                                                    | BR Deutschland | Malaysia | Malaysia |
| ----------------------------------------------------------------- | --- | --- | -------- |
| BR Deutschland                                                    | \| 1. Gruppenspieltag \| \| Sonntag, 27. August 1972 um 15:00 Uhr in München (Olympiastadion) \| \| Zuschauer: 60.000 \| \| Schiedsrichter: Armando Marques ( Brasilien) \| \| Spielbericht \|                                                | \| 1. Gruppenspieltag \| \| Sonntag, 27. August 1972 um 15:00 Uhr in München (Olympiastadion) \| \| Zuschauer: 60.000 \| \| Schiedsrichter: Armando Marques ( Brasilien) \| \| Spielbericht \|                                                               | Malaysia |
| BR Deutschland                                                    | Günter Wienhold – Friedhelm Haebermann – Heiner Baltes, Egon Schmitt , Reiner Hollmann – Hermann Bitz, Uli Hoeneß, Bernd Nickel – Rudolf Seliger, Ewald Hammes (57. Jürgen Kalb), Ronald Worm (78. Ottmar Hitzfeld) Cheftrainer: Jupp Derwall | Kam Fook Wong – Mohamed Chandran – Abdullah Othmann, Chin Aun Soh, Namat Abdullah – Wan Zawawi, Hiralal Bahwandi, Choon Wah Wong (82. Hussein Hamzah) – Ibrahim Salleh, Abdullah Shaharuddin, Abdullah Rahim (61. Loon Teik Looi) Cheftrainer: Che Din Jalil | Malaysia |
| BR Deutschland                                                    | 1:0 Worm (56.) 2:0 Kalb (71.) 3:0 Seliger (82.) | | Malaysia |
| BR Deutschland                                                    | Rahim | | Malaysia |
| 1. Gruppenspieltag                                                | | |          |
| Sonntag, 27. August 1972 um 15:00 Uhr in München (Olympiastadion) | | |          |
| Zuschauer: 60.000                                                 | | |          |
| Schiedsrichter: Armando Marques ( Brasilien)                      | | |          |
| Spielbericht                                                      | | |          |

## Marokko – USA 0:0
| Marokko                                                            | Marokko | USA | USA |
| ------------------------------------------------------------------ | --- | --- | --- |
| Marokko                                                            | \| 1. Gruppenspieltag \| \| Sonntag, 27. August 1972 um 15:00 Uhr in Augsburg (Rosenaustadion) \| \| Zuschauer: 4.000 \| \| Schiedsrichter: Rudi Glöckner ( DDR) \| \| Spielbericht \|                                                                                            | \| 1. Gruppenspieltag \| \| Sonntag, 27. August 1972 um 15:00 Uhr in Augsburg (Rosenaustadion) \| \| Zuschauer: 4.000 \| \| Schiedsrichter: Rudi Glöckner ( DDR) \| \| Spielbericht \|                      | USA |
| Marokko                                                            | Mohamed Hazzaz – Ahmed Najah – Boujemaâ Benkhrif , Abdallah Lamrani, Larbi lhardane – Mustapha Yaghcha (71. Mohamed Merzaq), Khalifa Elbakhti, Abdelali Zahraoui – Abdallah Tazi, Ahmed Faras, Maouhoub Ghazouani (71. Mohamed El Filali) Cheftrainer: Sabino Barinaga ( Spanien) | Mike Ivanow – Neil Stam – Casey Bahr, Horst Stemke , John Bocwinski – Mike Seerey, Arthur Demling (83. Al Trost), Hugo Salcedo – Archie Roboostoff, John Carenza, Manuel Hernandez Cheftrainer: Bob Guelker | USA |
| Marokko                                                            | Elbakhti | | USA |
| 1. Gruppenspieltag                                                 | | |     |
| Sonntag, 27. August 1972 um 15:00 Uhr in Augsburg (Rosenaustadion) | | |     |
| Zuschauer: 4.000                                                   | | |     |
| Schiedsrichter: Rudi Glöckner ( DDR)                               | | |     |
| Spielbericht                                                       | | |     |

## BR Deutschland – Marokko 3:0 (2:0)
| BR Deutschland                                                       | BR Deutschland | Marokko | Marokko |
| -------------------------------------------------------------------- | --- | --- | ------- |
| BR Deutschland                                                       | \| 2. Gruppenspieltag \| \| Dienstag, 29. August 1972 um 16:30 Uhr in Passau (Dreiflüssestadion) \| \| Zuschauer: 16.000 \| \| Schiedsrichter: Doğan Babacan ( Türkei) \| \| Spielbericht \|                                  | \| 2. Gruppenspieltag \| \| Dienstag, 29. August 1972 um 16:30 Uhr in Passau (Dreiflüssestadion) \| \| Zuschauer: 16.000 \| \| Schiedsrichter: Doğan Babacan ( Türkei) \| \| Spielbericht \|                                                                                       | Marokko |
| BR Deutschland                                                       | Günter Wienhold – Friedhelm Haebermann – Heiner Baltes, Egon Schmitt , Hartwig Bleidick – Hermann Bitz, Jürgen Kalb, Bernd Nickel – Rudolf Seliger (57. Ewald Hammes), Ottmar Hitzfeld, Ronald Worm Cheftrainer: Jupp Derwall | Mohamed Hazzaz – Ahmed Najah – Boujemaâ Benkhrif , Abdallah Lamrani, Larbi lhardane – Mustapha Yaghcha (64. Ahmed Mohamed Tati), Mohamed El Filali, Khalifa Elbakhti – Mohamed Merzaq (46. Abdallah Tazi), Ahmed Faras, Maouhoub Ghazouani Cheftrainer: Sabino Barinaga ( Spanien) | Marokko |
| BR Deutschland                                                       | 1:0 Nickel (30., Foulelfmeter) 2:0 Nickel (33., Foulelfmeter) 3:0 Hitzfeld (53.) | | Marokko |
| BR Deutschland                                                       | Lamrani, Yaghcha, Faras, lhardane, Ghazouani | | Marokko |
| BR Deutschland                                                       | Ghazouani | | Marokko |
| 2. Gruppenspieltag                                                   | | |         |
| Dienstag, 29. August 1972 um 16:30 Uhr in Passau (Dreiflüssestadion) | | |         |
| Zuschauer: 16.000                                                    | | |         |
| Schiedsrichter: Doğan Babacan ( Türkei)                              | | |         |
| Spielbericht                                                         | | |         |

## Malaysia – USA 3:0 (1:0)
| Malaysia                                                           | Malaysia | USA | USA |
| ------------------------------------------------------------------ | --- | --- | --- |
| Malaysia                                                           | \| 2. Gruppenspieltag \| \| Dienstag, 29. August 1972 um 16:30 Uhr in Ingolstadt (ESV-Stadion) \| \| Zuschauer: 3.000 \| \| Schiedsrichter: Henry Øberg ( Norwegen) \| \| Spielbericht \|                                               | \| 2. Gruppenspieltag \| \| Dienstag, 29. August 1972 um 16:30 Uhr in Ingolstadt (ESV-Stadion) \| \| Zuschauer: 3.000 \| \| Schiedsrichter: Henry Øberg ( Norwegen) \| \| Spielbericht \|                                   | USA |
| Malaysia                                                           | Kam Fook Wong – Mohamed Chandran – Abdullah Othmann, Chin Aun Soh, Namat Abdullah – Yusoff Zawawi, Hussein Hamzah, Choon Wah Wong – Ibrahim Salleh, Abdullah Shaharuddin (68. Mohamed Bakar), Loon Teik Looi Cheftrainer: Che Din Jalil | Mike Ivanow – Neil Stam – Casey Bahr, Horst Stemke , John Bocwinski – Mike Seerey, Arthur Demling (74. Joe Hamm), Hugo Salcedo – Archie Roboostoff, John Carenza (83. Steve Gay), Manuel Hernandez Cheftrainer: Bob Guelker | USA |
| Malaysia                                                           | 1:0 Shaharuddin (14.) 2:0 Salleh (67.) 3:0 Zawawi (77.) | | USA |
| Malaysia                                                           | Stemke, Demling | | USA |
| 2. Gruppenspieltag                                                 | | |     |
| Dienstag, 29. August 1972 um 16:30 Uhr in Ingolstadt (ESV-Stadion) | | |     |
| Zuschauer: 3.000                                                   | | |     |
| Schiedsrichter: Henry Øberg ( Norwegen)                            | | |     |
| Spielbericht                                                       | | |     |

## BR Deutschland – USA 7:0 (2:0)
| BR Deutschland                                                       | BR Deutschland | USA | USA                |
| -------------------------------------------------------------------- | --- | --- | ------------------ |
| BR Deutschland                                                       | \| 3. Gruppenspieltag \| \| Donnerstag, 31. August 1972 um 20:00 Uhr in München (Olympiastadion) \| \| Zuschauer: 65.000 \| \| Schiedsrichter: Marco Antonio Dorantes Garcia ( Mexiko) \| \| Spielbericht \|                                   | \| 3. Gruppenspieltag \| \| Donnerstag, 31. August 1972 um 20:00 Uhr in München (Olympiastadion) \| \| Zuschauer: 65.000 \| \| Schiedsrichter: Marco Antonio Dorantes Garcia ( Mexiko) \| \| Spielbericht \|     | Vereinigte Staaten |
| BR Deutschland                                                       | Günter Wienhold – Friedhelm Haebermann – Heiner Baltes (67. Dieter Mietz), Egon Schmitt , Hartwig Bleidick – Hermann Bitz, Jürgen Kalb, Bernd Nickel – Uli Hoeneß, Ottmar Hitzfeld, Ronald Worm (78. Rudolf Seliger) Cheftrainer: Jupp Derwall | Shep Messing – Neil Stam – Casey Bahr, Horst Stemke , Wally Ziaja – Joe Hamm, Arthur Demling, Al Trost – Archie Roboostoff, Steve Gay (71. Jim Zylker), Mike Flater (62. Mike Margulis) Cheftrainer: Bob Guelker | Vereinigte Staaten |
| BR Deutschland                                                       | 1:0 Nickel (17.) 2:0 Nickel (43.) 3:0 Hitzfeld (47.) 4:0 Seliger (62.) 5:0 Nickel (70.) 6:0 Bitz (79.) 7:0 Nickel (86.) | | Vereinigte Staaten |
| 3. Gruppenspieltag                                                   | | |                    |
| Donnerstag, 31. August 1972 um 20:00 Uhr in München (Olympiastadion) | | |                    |
| Zuschauer: 65.000                                                    | | |                    |
| Schiedsrichter: Marco Antonio Dorantes Garcia ( Mexiko)              | | |                    |
| Spielbericht                                                         | | |                    |

## Marokko – Malaysia 6:0 (4:0)
| Marokko                                                              | Marokko | Malaysia | Malaysia |
| -------------------------------------------------------------------- | --- | --- | -------- |
| Marokko                                                              | \| 3. Gruppenspieltag \| \| Donnerstag, 31. August 1972 um 16:30 Uhr in Ingolstadt (ESV-Stadion) \| \| Zuschauer: 2.500 \| \| Schiedsrichter: Károly Palotai ( Ungarn) \| \| Spielbericht \|                                                                                       | \| 3. Gruppenspieltag \| \| Donnerstag, 31. August 1972 um 16:30 Uhr in Ingolstadt (ESV-Stadion) \| \| Zuschauer: 2.500 \| \| Schiedsrichter: Károly Palotai ( Ungarn) \| \| Spielbericht \|                                        | Malaysia |
| Marokko                                                              | Mohamed Hazzaz – Ahmed Najah (61. Abdelfattah Jafri) – Boujemaâ Benkhrif (22. Mustapha Yaghcha), Abdallah Lamrani, Larbi lhardane – Ahmed Mohamed Tati, Mohamed El Filali, Khalifa Elbakhti – Abdallah Tazi, Ahmed Faras, Abdelmajid Hadry Cheftrainer: Sabino Barinaga ( Spanien) | Kam Fook Wong (27. Fung Lee Lim) – Mohamed Chandran – Abdullah Othmann, Chin Aun Soh, Namat Abdullah – Wan Zawawi, Hussein Hamzah, Choon Wah Wong – Ibrahim Salleh, Abdullah Shaharuddin, Loon Teik Looi Cheftrainer: Che Din Jalil | Malaysia |
| Marokko                                                              | 1:0 Benkhrif (16.) 2:0 Faras (19.) 3:0 Faras (21.) 4:0 Faras (25.) 5:0 El Filali (56.) 6:0 Tati (85.) | | Malaysia |
| 3. Gruppenspieltag                                                   | | |          |
| Donnerstag, 31. August 1972 um 16:30 Uhr in Ingolstadt (ESV-Stadion) | | |          |
| Zuschauer: 2.500                                                     | | |          |
| Schiedsrichter: Károly Palotai ( Ungarn)                             | | |          |
| Spielbericht                                                         | | |          |